# Václav Kubata
Václav Kubata (* 19. března 1962 Ciudad de México, Mexiko) je manažer, ekonom a bývalý poslanec Poslanecké sněmovny Parlamentu České republiky v letech 2010 až 2013 za TOP 09. Před tím působil jako marketingový ředitel České spořitelny, Citibank, Premedia a.s., ředitel Radia Alfa a AlfaMedia, obchodní ředitel Regie Radio Music, marketingový specialista v reklamní agentuře Rapid a ekonom v polygrafickém průmyslu.
V komunálních volbách v roce 2014 kandidoval jako nestraník za TOP 09 do Zastupitelstva městské části Praha 6, ale neuspěl. Ve volbách do Evropského parlamentu v květnu 2019 kandidoval z pozice nestraníka jako lídr hnutí PRO Zdraví a Sport, ale nebyl zvolen.
Později v roce 2019 začal spolupracovat s hnutím Trikolóra, stal se jejím členem a předsedou pražské organizace strany. Ve volbách do Poslanecké sněmovny PČR v roce 2021 kandidoval na 3. místě kandidátky politické formace „Trikolora, Svobodní, Soukromníci" v Praze, ale neuspěl.